# العلاقات الجزائرية البيروية
العلاقات الجزائرية البيروفية هي العلاقات الثنائية التي تجمع بين الجزائر وبيرو.

## مقارنة بين البلدين
هذه مقارنة عامة ومرجعية للدولتين:
| وجه المقارنة                                              | الجزائر                      | بيرو                                   |
| --------------------------------------------------------- | ---------------------------- | -------------------------------------- |
| المساحة (كم2)                                             | 2.38 مليون                   | 1.29 مليون                             |
| عدد السكان (نسمة)                                         | 38.81 مليون                  | 32.16 مليون                            |
| الكثافة السكانية (ن./كم²)                                 | 16.31                        | 24.93                                  |
| العاصمة                                                   | الجزائر                      | ليما                                   |
| اللغة الرسمية                                             | اللغة العربية، لغات أمازيغية | اللغة الإسبانية، اللغة الأيمرية، كتشوا |
| العملة                                                    | دينار جزائري                 | سول بيروفي جديد                        |
| الناتج المحلي الإجمالي (بليون دولار)                      | 170.37 مليار                 | 211.39 مليار                           |
| الناتج المحلي الإجمالي (تعادل القوة الشرائية) بليون دولار | 582.63 مليار                 | 393.13 مليار                           |
| الناتج المحلي الإجمالي الاسمي للفرد دولار أمريكي          | 4.21 ألف                     | 6.03 ألف                               |
| الناتج المحلي الإجمالي للفرد دولار أمريكي                 | 14.19 ألف                    | 11.99 ألف                              |
| مؤشر التنمية البشرية                                      | 0.745                        | 0.740                                  |
| رمز المكالمات الدولي                                      | +213                         | +51                                    |
| رمز الإنترنت                                              | .dz                          | .pe                                    |
| المنطقة الزمنية                                           | ت ع م+01:00                  | توقيت بيرو، 00                         |

## منظمات دولية مشتركة
يشترك البلدان في عضوية مجموعة من المنظمات الدولية، منها:
| علم المنظمة | اسم المنظمة                               | تاريخ انضمام الجزائر | تاريخ انضمام بيرو |
| ----------- | ----------------------------------------- | -------------------- | ----------------- |
|             | مؤسسة التنمية الدولية                     | 26 سبتمبر 1963       | 30 أغسطس 1961     |
|             | يونسكو                                    | 15 أكتوبر 1962       | 21 نوفمبر 1946    |
|             | وكالة ضمان الاستثمار متعدد الأطراف        | 4 يونيو 1996         | 2 ديسمبر 1991     |
|             | الأمم المتحدة                             | 8 أكتوبر 1962        | 31 أكتوبر 1945    |
|             | الفريق المعني برصد الأرض                  | 2005                 | ?                 |
|             | الاتحاد البريدي العالمي                   | ?                    | ?                 |
|             | البنك الدولي للإنشاء والتعمير             | 26 سبتمبر 1963       | 31 ديسمبر 1945    |
|             | المنظمة الهيدروغرافية الدولية             | ?                    | ?                 |
|             | الاتحاد الدولي للاتصالات                  | 3 مايو 1963          | 12 يوليو 1915     |
|             | منظمة حظر الأسلحة الكيميائية              | ?                    | ?                 |
|             | مؤسسة التمويل الدولية                     | 23 سبتمبر 1990       | 20 يوليو 1956     |
|             | المركز الدولي لتسوية المنازعات الاستشارية | 22 مارس 1996         | 8 سبتمبر 1993     |
|             | منظمة التجارة العالمية                    | ?                    | ?                 |
|             | منظمة الشرطة الجنائية الدولية             | ?                    | ?                 |

## وصلات خارجية
- موقع وزارة الخارجية الجزائرية
- موقع وزارة الخارجية البيروفية